# 玄池州
玄池州，唐朝（武周）时设置的羁縻州。
长安二年（702年）以西突厥葛逻禄踏实力部置，寄于北庭都护府界内，无州县户口，随地治畜牧。主要在今哈萨克斯坦斋桑泊南一带。约公元8世纪前期废。